# ساندرا له پول
ساندرا له پول (انگلیسی: Sandra Le Poole؛ زادهٔ ۲۰ اکتبر ۱۹۵۹) بازیکن هاکی روی چمن اهل هلند بود.
وی در مسابقات کشوری و بین‌المللی در مجموع برندهٔ ۱ مدال طلا شده‌است.